# Copiapoa schulziana
Copiapoa schulziana es una especie de planta suculenta perteneciente al género Copiapoa, dentro de la familia Cactaceae. Es endémica del norte de Chile (concretamente del desierto de Atacama).

## Descripción
Copiapoa schulziana es una especie de cactus generalmente solitario y sin ramificaciones, aunque alguna vez pueden encontrarse plantas con múltiples cabezuelas. Tienen forma esférica o alargada, con el ápice ligeramente cónico. Miden hasta 50 cm de alto y 23 cm de diámetro, y la epidermis es de color verde pistacho. Tienen el ápice sin espinas, deprimido y recubierto de lana densa de color blanco, particularmente en el momento de la floración. Su raíz principal es napiforme y a menudo está bifurcada. Es de color marrón amarillento y se une al tallo mediante una constricción en forma de cuello.
Presenta de 10 a 20 costillas divididas en tubérculos redondeados, los cuales aparecen ligeramente deprimidos en la zona donde se asientan las areolas. Éstas son casi redondas y a menudo se hunden en las costillas. Miden unos 0,8 cm de diámetro y están cubiertas de lana suave y afieltrada de color blanco opaco que se vuelve de color gris oscuro con la edad. Tienen una única espina central gruesa apuntando hacia arriba, es de sección transversal redondeada, mide de 3,5 a 5 cm de largo y aproximadamente 1,5 mm de diámetro. También tienen de 5 a 6 espinas radiales robustas, son bastante delgadas, rectas y rígidas, miden de 1 a 3 cm de largo y de 0,6 a 0,8 mm de diámetro. Son uniformemente extendidas, erguidas con un ángulo lateral estrecho, de sección transversal redondeada, de color marrón chocolate oscuro que envejece rápidamente hasta adquirir un color gris pálido.
Las flores aparecen en el ápice de los tallos, son fragantes (desprenden olor) y su período de apertura se prolonga muchos días. Tienen forma de embudo y miden de 4 a 4,6 cm de largo y hasta 3 cm de diámetro. Son de color amarillo pálido con una franja media rojiza exterior y el pericarpelo es grisáceo y peludo.

## Distribución y hábitat
El área de distribución nativa de esta especie es el norte de Chile (concretamente en el desierto de Atacama) y crece principalmente en biomas desérticos o de matorrales secos, a unos 30 km de la costa, entre los 550 y 650 metros de altitud.Se desarrolla en laderas empinadas sobre suelos rocosos, junto con arbustos dispersos y otros cactus como Miqueliopuntia miquelii y Eulychnia acida.

## Taxonomía
Copiapoa schulziana fue descrita por los botánicos británicos Ingrid Schaub y Ricardo Keim, y publicada por primera vez en la revista científica Cactus & Co. 13: 18 en el año 2009.

Etimología
- Copiapoa: nombre genérico que hace referencia a la ciudad chilena de Copiapó, ubicada en el desierto de Atacama, lugar donde se encuentran la mayoría de las especies de este género.
- schulziana: epíteto específico otorgado en honor a un naturalista de apellido Schulz.[4]

## Usos
Se cultiva principalmente como planta ornamental y su propagación se realiza a través de esquejes o semillas.